# 京德瓦尼鄉

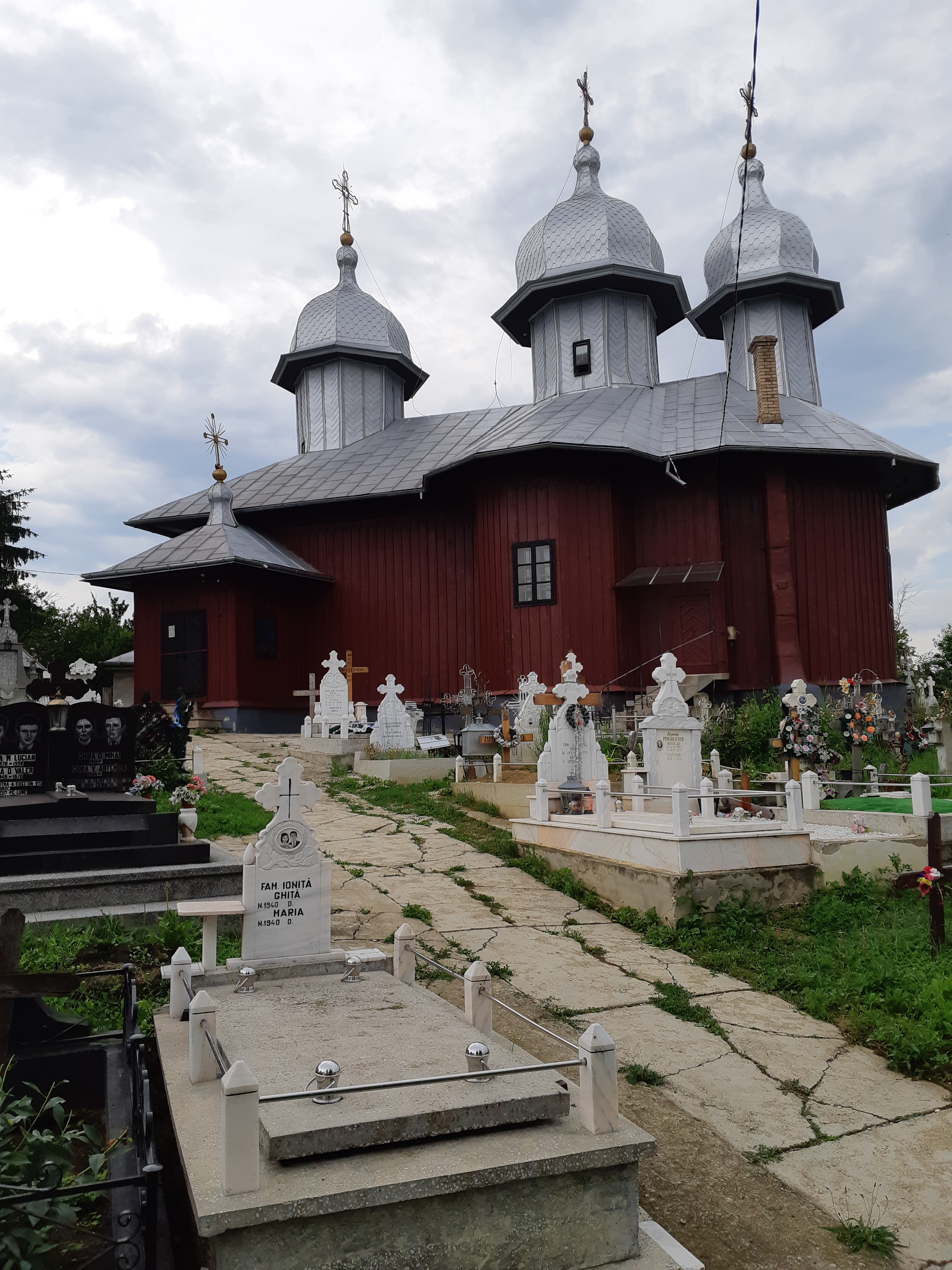

47°06′N 26°20′E / 47.100°N 26.333°E
京德瓦尼鄉（羅馬尼亞語：Ghindăoani, Neamț），是羅馬尼亞的鄉份，位於該國東北部，由尼亞姆茨縣負責管轄，面積24平方公里，海拔高度430米，2007年人口2,183，人口密度每平方公里90人。